# Museo di Shanghai
Il Museo di Shanghai (上海博物館) è un museo di arte cinese antica situato a Puxi sulla Piazza del popolo di Shanghai nel distretto di Huangpu.
L'ingresso al museo è gratuito.

## Storia

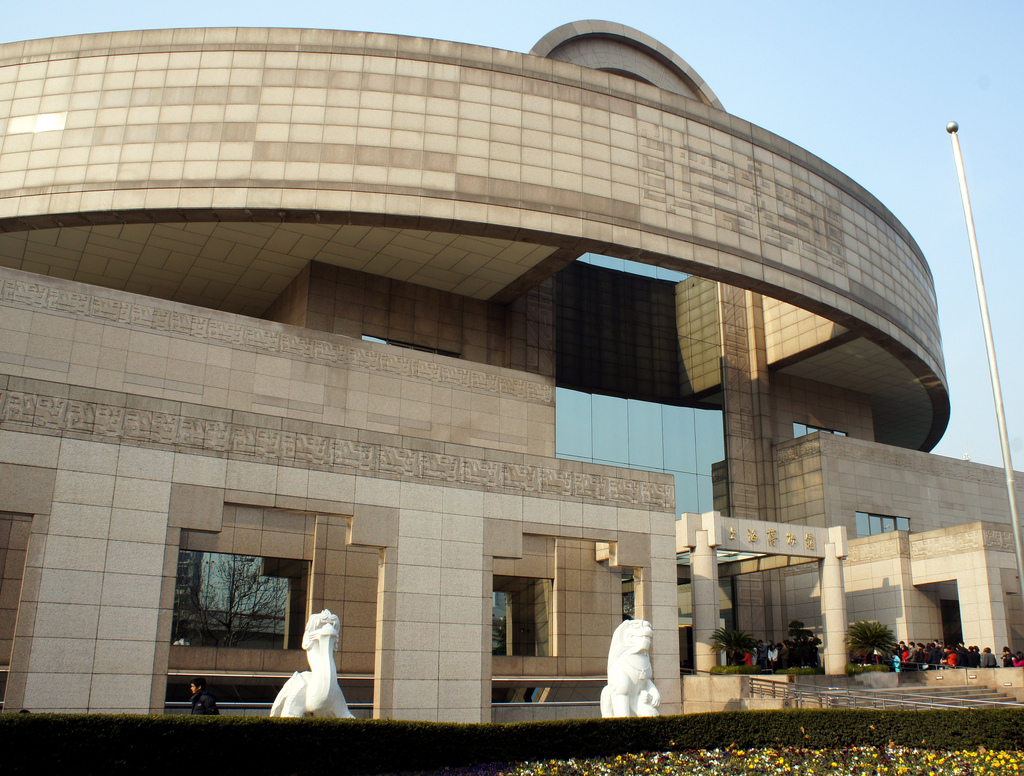
Esterno del Museo di Shanghai

Il museo è stato fondato nel 1952 ed è stato aperto al pubblico nell'ex sede dell'ippodromo di Shanghai, ora al n° 325 di Via Nanchino lato ovest. Le raccolte fondanti provenivano principalmente da tre fonti: una serie di manufatti raccolti dal III esercito di campo comunista durante la guerra civile da reperti accidentali e confische di proprietà privata e portati a Shanghai alla conquista della città da parte dei comunisti; manufatti confiscati dal servizio doganale; oggetti venduti da collezionisti privati a causa delle pressioni politiche durante le epurazioni e acquistati dal governo. Anche l'ex Museo municipale di Shanghai è stato unito al nuovo Museo di Shanghai. 
Negli anni seguenti le collezioni del museo furono ulteriormente arricchite da altre collezioni private e istituzionali a Shanghai, tra cui la collezione dell'ex Museo di Shanghai della Royal Asiatic Society, che fu trasferita al museo quando le istituzioni "straniere" lasciarono gradualmente la città negli anni '50. Nel 1959 il museo si trasferì nell'edificio Zhonghui in 16 South Henan Road, che ospitava compagnie assicurative e uffici bancari. Durante la campagna di raccolta dei metalli del Grande balzo in avanti, il Museo di Shanghai partecipò al salvataggio di oggetti di bronzo dal metallo che erano stati confiscati o donati e inviati per essere fusi. Prima della Rivoluzione Culturale si diffuse una tradizione in base alla quale i ricchi collezionisti di Shanghai avrebbero fatto donazioni annuali al museo. 
Il lavoro del museo si interruppe in gran parte a seguito della Rivoluzione Culturale. Dopo la fine della rivoluzione, in quanto uno dei musei più importanti della Cina, le collezioni hanno continuato ad arricchirsi con il frutto di donazioni, acquisti governativi e importanti reperti provenienti da scavi archeologici. 
La crescita delle sue collezioni ha esercitato un'enorme pressione sui locali angusti. Per il suo ruolo nel garantire una casa di grandi dimensioni e costruita appositamente, si dice che il Museo di Shanghai debba gran parte della sua attuale esistenza a Ma Chengyuan, il suo direttore dal 1985 fino al suo pensionamento nel 1999. Quando un nuovo museo fu omesso dal piano quinquennale di ricostruzione di Shanghai nel 1992, Ma fece pressioni sul sindaco Huang Ju per la sua ricostruzione. Dopo aver visto le stanze fatiscenti dell'edificio Zhonghui, Huang accettò di assegnare un sito privilegiato in Piazza del Popolo, ma il museo dovette raccogliere i propri fondi per l'edificio.
La costruzione dell'attuale edificio iniziò nell'agosto 1993. Fu inaugurato il 12 ottobre 1996 con grande successo. Ha un'altezza di 29,5 metri e cinque piani, per una superficie totale di 39.200 m².
Progettato dall'architetto locale Xing Tonghe,  l'edificio è stato progettato a forma di un antico recipiente di cottura in bronzo chiamato ding. Si dice che l'ispirazione per il design sia stata specificatamente fornita dal Da Ke Ding, ora esposto nel museo. L'edificio ha una cima rotonda e una base quadrata, che simboleggia l'antica percezione cinese del mondo come "cielo rotondo, terra quadrata".

## Collezioni

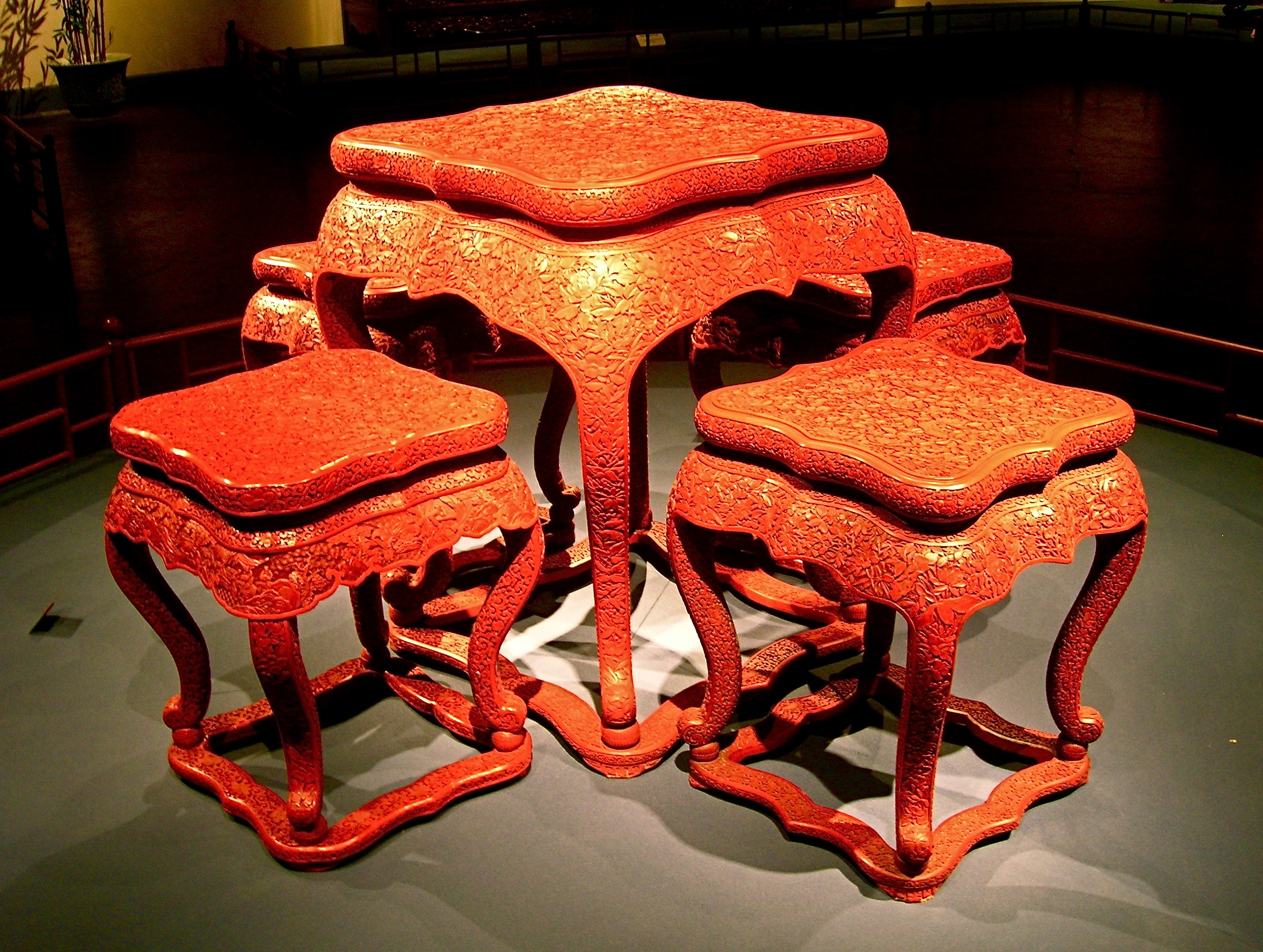
Mobili laccati intagliati

Il museo ha una collezione di oltre 120.000 pezzi, tra cui bronzo, ceramica, calligrafia, mobili, giade, monete antiche, dipinti, sigilli, sculture, arte minoritaria e arte straniera. Il Museo di Shanghai ospita numerosi oggetti di importanza nazionale, tra cui uno dei tre esemplari esistenti di uno specchio di bronzo "trasparente" della dinastia Han. 

### Collezioni numismatiche
Il museo ha un'importante collezione di monete antiche della via della seta, donata dal 1991 da Linda e Roger Doo. La collezione contiene 1783 pezzi appartenenti ad una vastità di civiltà che va dall'antica Grecia all'Impero Mongolo.

## Galleria d'immagini

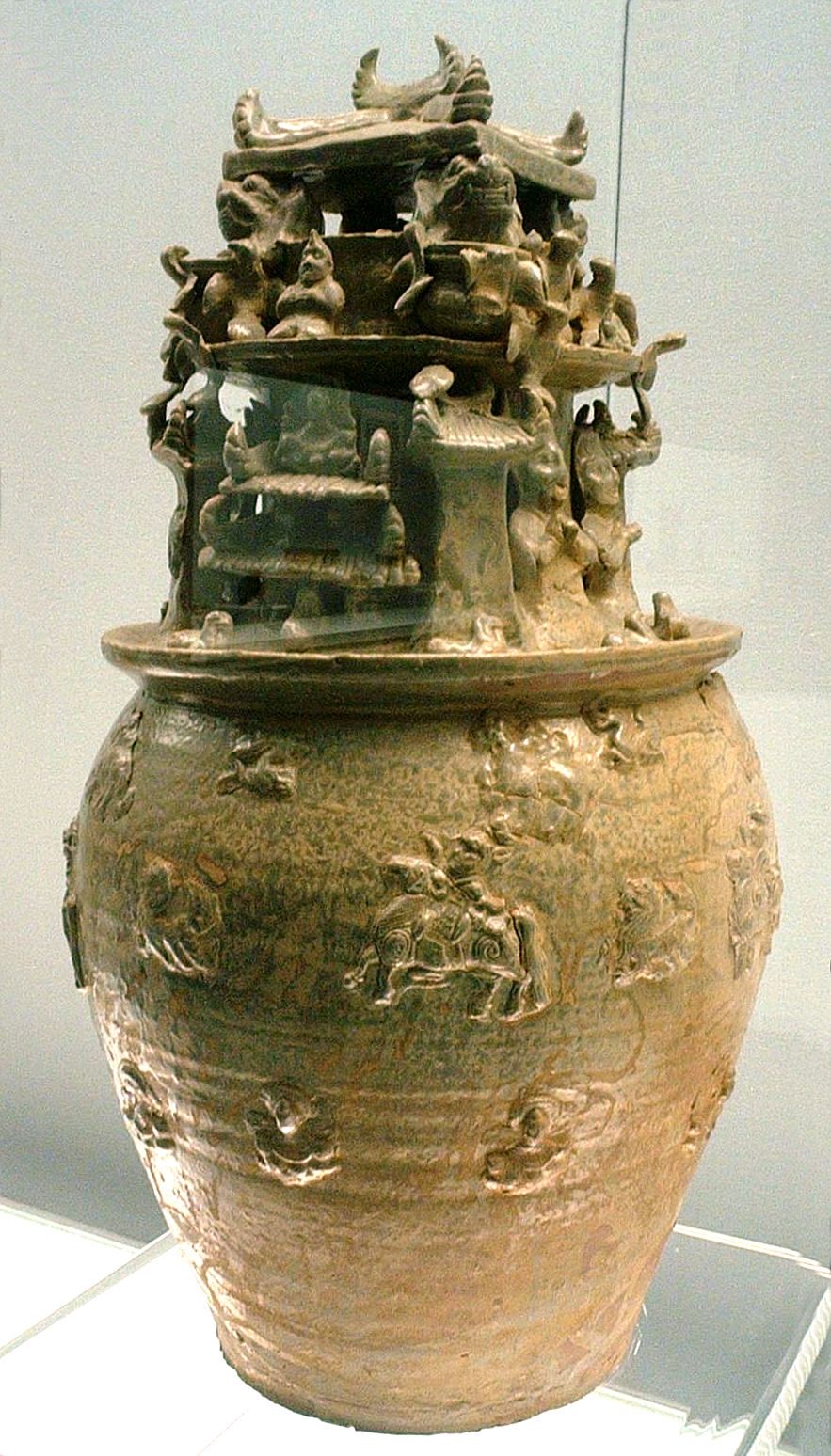
Vaso Jin
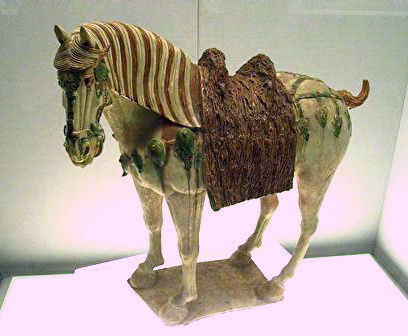
Cavallo Tang
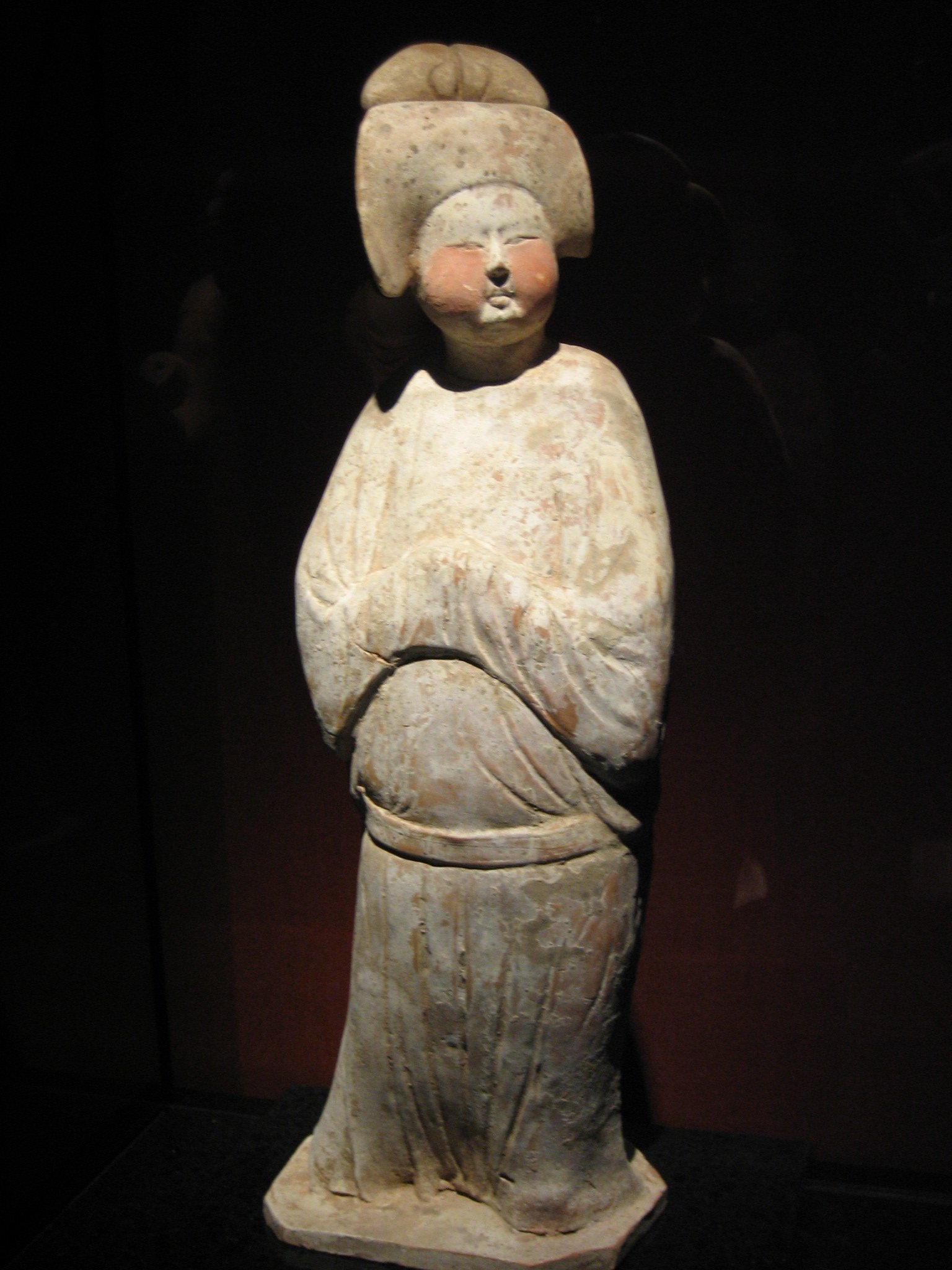
Donna della dinastia Tang